# 第11回NFLオナーズ
第11回NFLオナーズは、NFLの2021年シーズンについて行われた授賞式。例年、スーパーボウル前夜に開催されるが、授賞式を放送するNBCが北京オリンピックの放映権を有していた関係から、第56回スーパーボウルの3日前の2022年2月10日にスーパーボウル会場近くのYouTubeシアター（ロサンゼルス）で開催された。キーガン＝マイケル・キーが司会を務めた 。

## 受賞者一覧
| 賞                                            | 受賞者                       | ポジション | チーム                                                                       | 出典        |
| --------------------------------------------- | ---------------------------- | ---------- | ---------------------------------------------------------------------------- | ----------- |
| AP通信MVP                                     | アーロン・ロジャース         | QB         | グリーンベイ・パッカーズ                                                     | [ 3 ]       |
| AP通信最優秀コーチ賞                          | マイク・ブレイベル           | HC         | テネシー・タイタンズ                                                         | [ 3 ]       |
| AP通信最優秀アシスタントコーチ賞              | ダン・クイン                 | DC         | ダラス・カウボーイズ                                                         | [ 3 ]       |
| AP通信最優秀攻撃選手賞                        | クーパー・カップ             | WR         | ロサンゼルス・ラムズ                                                         | [ 3 ]       |
| AP通信最優秀守備選手賞                        | T・J・ワット                 | OLB        | ピッツバーグ・スティーラーズ                                                 | [ 3 ]       |
| ペプシ最優秀新人賞                            | ジャマール・チェイス         | WR         | シンシナティ・ベンガルズ                                                     | [ 3 ]       |
| AP通信最優秀新人攻撃選手賞                    | ジャマール・チェイス         | WR         | シンシナティ・ベンガルズ                                                     | [ 4 ] [ 3 ] |
| AP通信最優秀新人守備選手賞                    | マイカ・パーソンズ           | OLB/DE     | ダラス・カウボーイズ                                                         | [ 3 ]       |
| AP通信カムバック賞                            | ジョー・バロウ               | QB         | シンシナティ・ベンガルズ                                                     | [ 3 ]       |
| ウォルター・ペイトンNFLマン・オブ・ザ・イヤー | アンドリュー・ウィットワース | OT         | ロサンゼルス・ラムズ                                                         | [ 3 ]       |
| USAAサルートトゥサービス賞                    | アンドリュー・ベック         | FB         | デンバー・ブロンコス                                                         | [ 3 ]       |
| FedExエアプレーヤー賞                         | トム・ブレイディ             | QB         | タンパベイ・バッカニアーズ                                                   | [ 3 ]       |
| FedExグランドプレーヤー賞                     | ジョナサン・テイラー         | RB         | インディアナポリス・コルツ                                                   | [ 3 ]       |
| ブリヂストン最優秀プレー賞                    | ジャスティン・タッカー       | K          | ボルチモア・レイブンズ                                                       | [ 3 ]       |
| ドラフトキングス最優秀ファンタジー選手        | クーパー・カップ             | WR         | ロサンゼルス・ラムズ                                                         | [ 3 ]       |
| バドライト最優秀セレブレーション賞            | クリスチャン・ウィルキンス   | DE         | マイアミ・ドルフィンズ                                                       | [ 3 ]       |
| ディーコン・ジョーンズ賞                      | T・J・ワット                 | OLB        | ピッツバーグ・スティーラーズ                                                 | [ 3 ]       |
| アート・ルーニー賞                            | マシュー・スレイター         | WR         | ニューイングランド・ペイトリオッツ                                           | [ 3 ]       |
| バート・スター賞                              | ラッセル・ウィルソン         | QB         | シアトル・シーホークス                                                       | [ 3 ]       |
| プロフットボール殿堂 クラス・オブ・2022       | リロイ・バトラー             | DB         | グリーンベイ・パッカーズ                                                     |             |
| プロフットボール殿堂 クラス・オブ・2022       | ブライアント・ヤング         | DT/DE      | サンフランシスコ・49ers                                                      |             |
| プロフットボール殿堂 クラス・オブ・2022       | サム・ミルズ                 | LB         | クリーブランド・ブラウンズ ニューオーリンズ・セインツ カロライナ・パンサーズ |             |
| プロフットボール殿堂 クラス・オブ・2022       | クリフ・ブランチ             | WR         | オークランド・レイダース                                                     |             |
| プロフットボール殿堂 クラス・オブ・2022       | リチャード・シーモア         | DE         | ニューイングランド・ペトリオッツ オークランド・レイダース                    |             |
| プロフットボール殿堂 クラス・オブ・2022       | アート・マクナリー           | 審判       |                                                                              |             |
| プロフットボール殿堂 クラス・オブ・2022       | トニー・ボセリ               | OT         | ジャクソンビル・ジャガーズ ヒューストン・テキサンズ                          |             |
| プロフットボール殿堂 クラス・オブ・2022       | ディック・ヴァーミール       | HC         | セントルイス・ラムズ フィラデルフィア・イーグルス カンザスシティ・チーフス   |             |

## References
1. ↑  “NFL Honors: Date, time, location, how to watch and more”. NFL.com. 2022年1月26日閲覧。
2. ↑  “11th Annual NFL Honors Presented by Invisalign to Be Broadcast on ABC on Super Bowl LVI Eve”. nflcommunications.com. 2021年11月15日閲覧。
3. 1 2 3 4 5 6 7 8 9 10 11 12 13 14 15 16 17 18 19  “List of 'NFL Honors' award winners from 2021 NFL season”. NFL.com (2022年2月11日). 2022年2月11日閲覧。
4. ↑  “Bengals WR Ja'Marr Chase named 2021 AP Offensive Rookie of the Year”. NFL.com. 2022年2月11日閲覧。